# Hoher Kopf (Lemberg)
Hoher Kopf ist ein 467 m ü. NHN hoher Berg im südlichen Pfälzerwald, dem deutschen Teil des Wasgaus in Rheinland-Pfalz. Der Hohe Kopf liegt auf der Gemarkung der südpfälzischen Gemeinde Lemberg ungefähr drei Kilometer südlich der Annexe Glashütte. 

## Charakteristika
Der Hohe Kopf ist vollständig bewaldet. An seiner Südflanke befinden sich mit dem Zigeunerfels und dem Reitersprung zwei Felsformationen.

## Erreichbarkeit
Der Gipfel ist nur über Schneisen oder Trampelpfade erreichbar.

## Gewässer
An seiner Nordseite entspringen verschiedene Quellbäche des Kröppenbachs. Am Südwesthang entspringt der Steinige Bach.